# Cremohipparion
Il cremoippario (gen. Cremohipparion) è un mammifero perissodattilo estinto, appartenente agli equidi. Visse nel Miocene superiore (Turoliano, circa 8 milioni di anni fa) e i suoi resti fossili sono stati ritrovati in Europa e in Asia.

## Descrizione
Questo animale era sorprendentemente simile agli odierni cavalli, ma conservava ancora alcune caratteristiche anatomiche molto differenti: le zampe, ad esempio, possedevano ancora tre dita funzionali come gli equidi primitivi, anche se quello centrale era decisamente più grande e robusto. Il corpo era generalmente snello ed elegante, e le dimensioni variavano da specie a specie. Cremohipparion mediterraneum, ad esempio, era di grandi dimensioni, con un cranio di circa 40 centimetri di lunghezza e un'altezza al garrese di circa 1,2 metri; C. periafricanum, invece, era una forma molto specializzata di piccole dimensioni, e raggiungeva a stento i 75 centimetri di altezza al garrese. In generale, le dimensioni e la forma del corpo di Cremohipparion richiamavano quelle dell'attuale zebra di Burchell, ma la corporatura doveva essere ancora più snella. Il cranio di Cremohipparion era notevolmente simile a quello degli attuali cavalli, con un muso allungato, una scatola cranica corta e orbite posizionate nella parte posteriore del cranio. Come tutte le forme simili (gli ipparionini), Cremohipparion possedeva delle fossette poste di fronte alle orbite, dalla funzione poco chiara. La specie C. proboscideum era dotata di ossa nasali molto arretrate, che fanno pensare alla presenza di una corta proboscide o di un labbro superiore particolarmente muscoloso; questa caratteristica era ancor più evidente in altri generi simili quali Proboscidipparion e Shanxihippus.

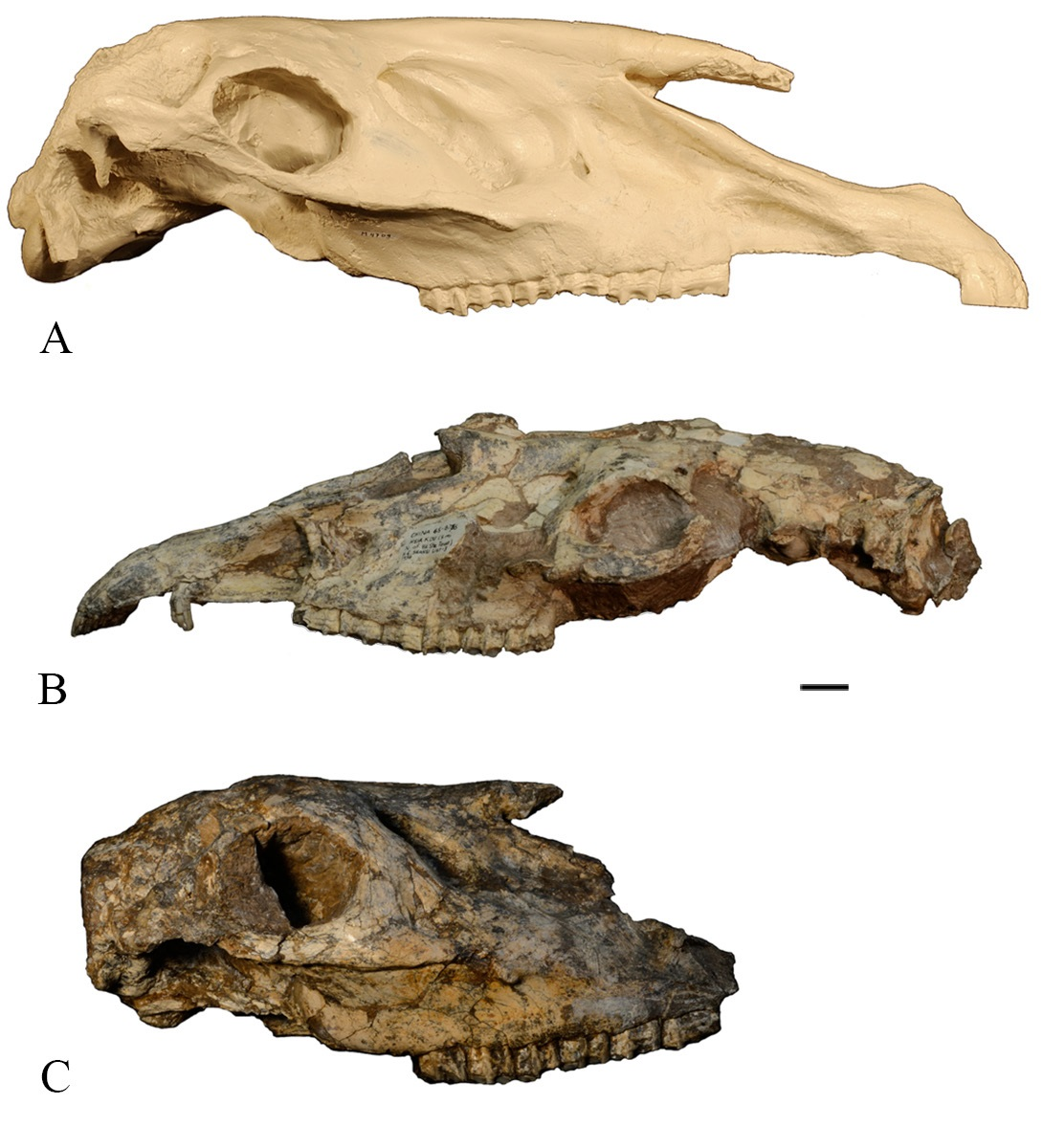
Crani di Cremohipparion proboscideum (A) e di C. licenti (B,C)

## Classificazione
Cremohipparion fa parte di un gruppo di equidi specializzati, gli ipparionini (chiamati così dal genere più noto, Hipparion), che nel corso del Miocene superiore si diffusero in Nordamerica, Asia, Africa ed Europa. Cremohipparion era notevolmente simile al genere Hipparion, tanto da essere considerato da alcuni un sottogenere, ma le forme snelle e altre caratteristiche morfologiche lo differenziano dal genere tipo. 

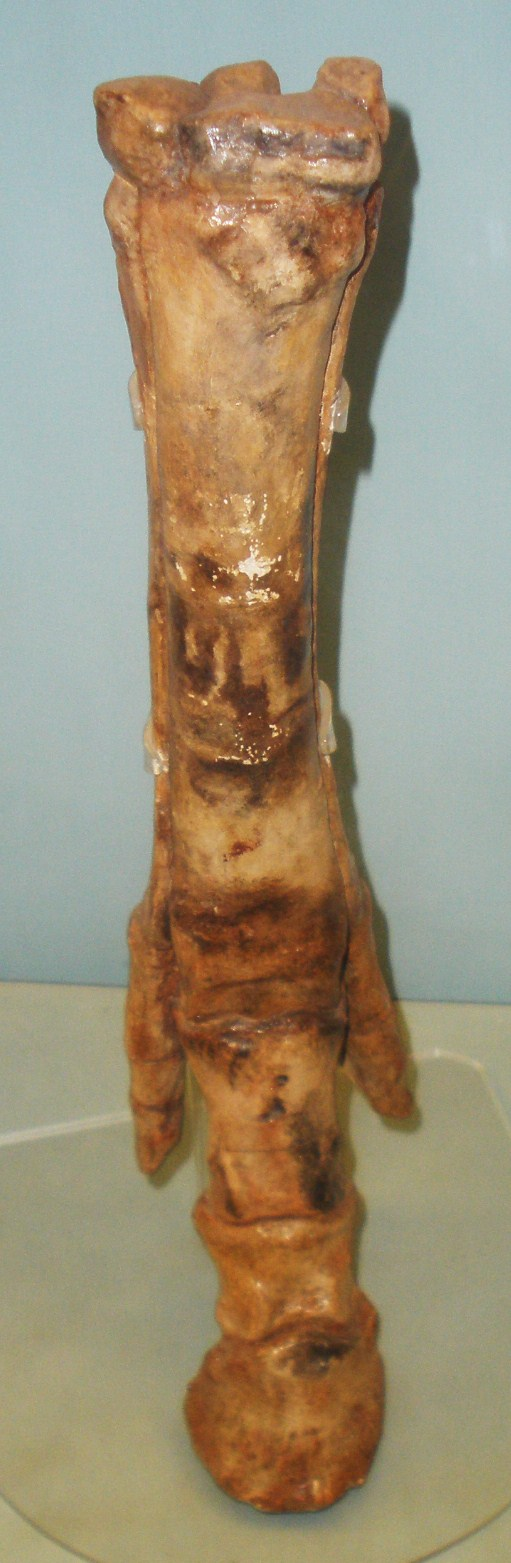
Ossa della zampa di Cremohipparion mediterraneum

Tra le specie più note, il piccolo C. periafricanum è stato rinvenuto in Europa orientale e in Spagna (a suggerire un'ampia distribuzione geografica di questo animale), mentre C. mediterraneum era presente principalmente in numerosi siti in Grecia. C. forstenae e C. licenti sono state ritrovate in Cina. Cremohipparion, in ogni caso, era un genere molto diversificato: nella sola isola di Samos sono state ritrovate le specie C. matthewi, C. nikosi e C. proboscideum. Altre specie sono C. macedonicum (Grecia e Bulgaria) e C. moldavicum (dalla Moldova), particolarmente affini tra loro, e C. antelopinum del Pakistan.

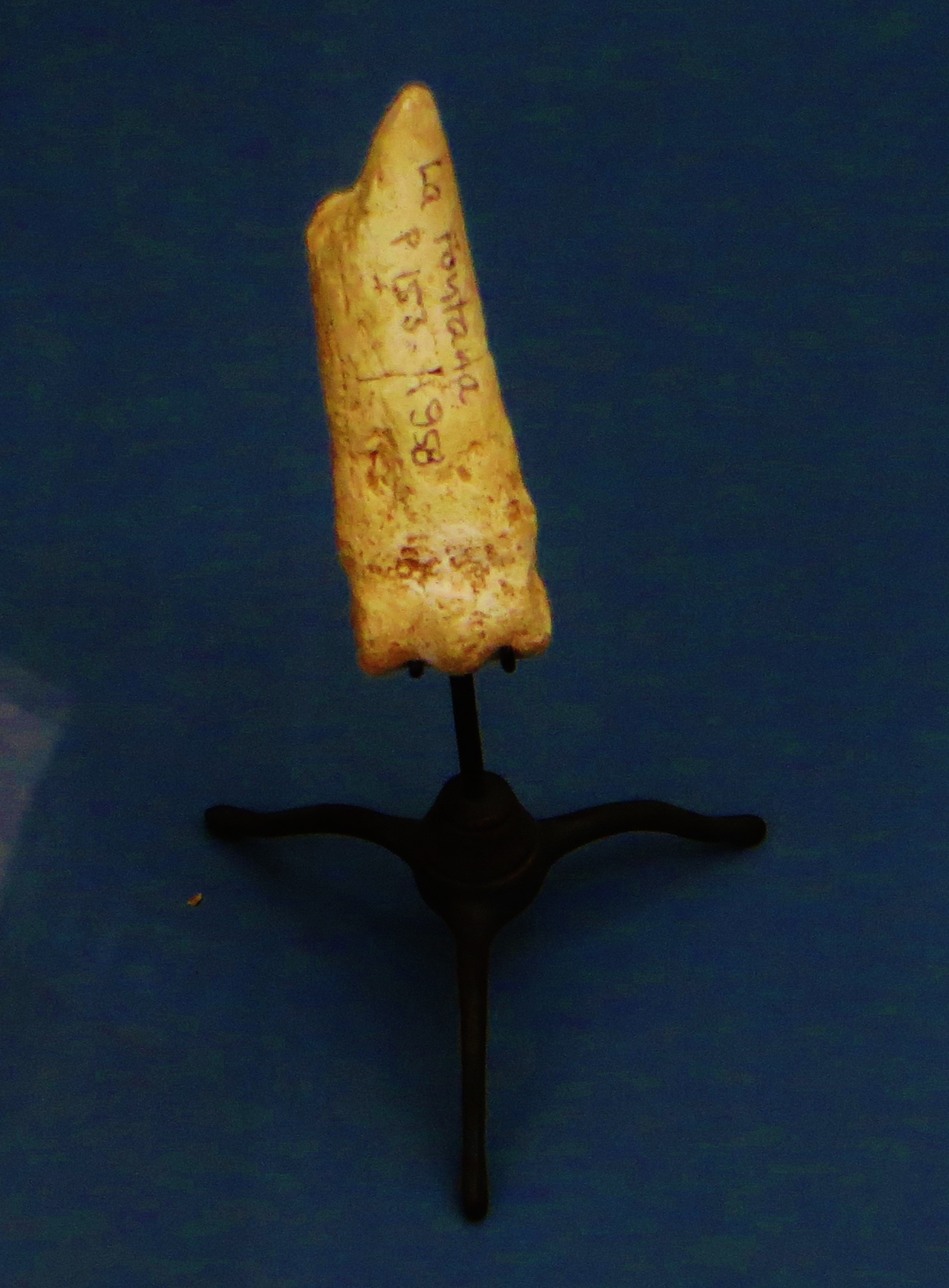
Metatarso di Cremohipparion periafricanum

## Paleobiologia
I cavalli di tipo moderno come Cremohipparion erano abituati a vivere in zone piuttosto aperte, forse zone boschive miste a vere e proprie praterie. I fossili di C. mediterraneum rinvenuti nel ben noto giacimento di Pikermi (Grecia) indicano che questo animale era molto comune e probabilmente viveva in un modo simile a quello delle odierne zebre, brucando l'erba dura così come le più tenere foglie dei cespugli. In Spagna sono state rinvenute addirittura tre specie di ipparionini che vivevano nello stesso periodo e negli stessi luoghi (simpatriche): il piccolo C. periafricanum, Hipparion gromovae di medie dimensioni e Hippotherium primigenium, la cui altezza al garrese sfiorava il metro e mezzo. Questa differenziazione degli ipparionini indica che probabilmente questi animali avevano occupato diverse nicchie ecologiche.